# Каррыев, Сарры
Сарры Каррыев (19 января 1906 — 1986) — советский туркменский актёр, народный артист Туркменской ССР. Наиболее известен ролью Джинна в советском фильме 1966 года «Волшебная лампа Аладдина».

## Биография
Родился в 1906 году в селе Коч Асхабадского уезда. Остался без матери с первых дней жизни, сироту-племянника взяла к себе тетка, мальчик рос в бедности. Не окончив школу, устроился работать на железнодорожный ремонтный завод, уже там поступил в школу фабрично-заводского ученичества, где начал принимать участие в художественной самодеятельности.
Был замечен, приглашён в Ашхабад и принят в первую в стране театральную студию, в 1929 году преобразованную в Туркменский драматический театр, где служил вплоть до начала войны. До 1941 года успел сняться в двух фильмах.
Участник Великой Отечественной войны, по ранению демобилизован в 1943-м. Награждён орденом Отечественной войны I степени (1985).
В 1955 году награждён медалью «За трудовое отличие».
Вернувшись с фронта в Ашхабад, стал актёром Ашхабадской киностудии, снимался более чем в двадцати фильмах, в том числе в главных ролях, например сыграл заглавного героя в картине 1955 года «Хитрость старого Ашира» — второй кинокомедии в истории туркменского кино. Однако всесоюзную известность получил благодаря роли Джинна в фильме 1966 года «Волшебная лампа Аладдина», благодаря внешности идеально подойдя на эту роль:

А из Ашхабада тем временем к нам приехал Сарры-ага Каррыев, народный артист Туркмении. Приехал пробоваться на роль ночного сторожа. И сразу был утвержден без кинопроб, по фотографиям. Когда он репетировал, трудно было уловить переход от жизни к роли — до того естественным, непосредственным было его поведение на площадке. Он не играл, а был на самом деле ночным сторожем — хитрым, осторожным и ленивым… Рассказывает что-то страшное, его глаза таинственно сверкают в тусклом освещении. Вместе со всеми затаив дыхание я слушаю удивительную историю, и вдруг сквозь бороду и усы ночного сторожа на меня посмотрел джинн. Настоящий джинн!
Пытаюсь объяснить ему, что такое джинн. Не дослушав, Каррыев вскакивает. 
— Смотры! — кричит он. И, воздев руки к потолку, громовым голосом произносит какие-то слова на туркменском языке. Звучат волшебные заклинания, и завывания, и странные песни. Брови его ощетинились. Он стал как будто выше ростом. Вот-вот в неистовом вихре взовьется к потолку и вылетит в окно…
— Виктор Виткович, Григорий Ягдфельд - Волшебная лампа Аладдина. — М.: Молодая гвардия, 1971. — 189 с. — С. 70
Умер весной 1986 года в Ашхабаде.

## Фильмография
- 1940 — Дурсун — Чары
- 1941 — Прокурор — эпизод
- 1945 — Волшебный кристалл — эпизод
- 1948 — Далёкая невеста — Сарры, шофёр
- 1954 — Сын пастуха — эпизод
- 1955 — Хитрость старого Ашира — Ашир-ака
- 1957 — Особое поручение — продавец ковров
- 1958 — Первый экзамен — Ягмур
- 1959 — Айна — Карлы
- 1960 — Десять шагов к Востоку — Чары, железнодорожник
- 1963 — Случай в Даш-Кале — эпизод
- 1965 — Петух — Дурды-Ага
- 1965 — Решающий шаг — Кандым
- 1966 — Волшебная лампа Аладдина — Джинн
- 1967 — Дорога горящего фургона — отец Паатмы
- 1968 — Рабыня — эпизод
- 1969 — Приключения Доврана — Чары, охотник
- 1971 — За рекой — граница — зритель
- 1972 — Мой друг Мелекуш — Баба-сеис
- 1972 — Нет дыма без огня — эпизод
- 1972 — Озорные братья — бедняк
- 1983 — Люди моего аула — Баба-ага
- 1984 — Фраги — разлучённый со счастьем — отец Сапара (в титрах не указан)
- 1985 — Джигит всегда джигит — старик в профилактории